# معارك أبو تايه
معارك أبو تايه أو معارك التوايهه هو جندي أردني سابق من قبيلة الحويطات اشتهر بعدما إطلق النار على 3 جنود أمريكيين كانوا في قاعدة الملك فيصل العسكرية الجوية الواقعة في الجفر في محافظة معان تاريخ 4 نوفمبر 2016 فيما عرف بحادثة الجفر

## حادثة الجفر

### الأحداث[1][2]
قبل الحادثة بيومين، في تاريخ 2 نوفمبر 2016، سمعت العائلة أصوات إطلاق نار في قاعدة الملك فيصل العسكرية الجوية القريبة من منزلهم، فصعد الجميع لسطح المنزل، بمن فيهم معارك الذي كان مجازًا يومها، وسمعوا صوت تكبيرات، الله أكبر، وعرفوا بعدها من الناس إنه يوجد تمرد في القاعدة وانقلاب من الجيش الحرّ، وكان الجيش الحر يتلقى تدريبات عسكرية من جنود أمريكيين في القاعدة، وأن ما حصل كان تمردًا خلال التدريبات
توّجه معارك لمناوبته في قاعدة الملك فيصل، التي يخدم فيها منذ نحو 13 عامًا، كانت السنوات الستة الأخيرة منها في قوات الردّ السريع
وفي يوم الحادثة تاريخ 4 نوفمبر 2016، كان هناك جنود أمريكيون من المجموعة الخامسة للقوات الخاصة، يعملون على تدريب مقاتلين سوريين في برنامج تابع لوكالة الاستخبارات الأمريكية، حسبما نقلت صحيفة الواشنطن بوست عن مسؤولين أمريكيين.
وبحسب الأوامر والتعليمات العسكرية عدم السماح لاي شخص أو مركبة الدخول إلى حرم القاعدة الجوية الا باذن وموافقة بذلك وبعد ان يتم التثبت من هوية وصفة الشخص الذي يرغب بالدخول . وكان المتهم برتبة رقيب اول ومصنف بمهنة المشاة
وفي يوم الجمعة 4 نوفمبر 2016 كان معارك بوظيفة رسمية كمسؤول سيارة الرد السريع المتواجدة داخل القاعدة الجوية بالقرب من مدخل البوابة الرئيسية للقاعدة الجوية ومسلما إليه سلاح فردي بحكم وظيفته وهو عبارة عن بندقية أوتوماتيكية نوع M16A1، وكانت وظيفته تبدأ من الساعة 6 صباحا ولغاية الساعة 12 ظهرا ويشاركه الوظيفة عدد من زملائه الشهود بالقضية، وقد كانوا مرتبين بوظائفهم على سيارة الرد السريع داخل القاعدة بالقرب من البوابة الرئيسية. وبحدود الساعة 9 صباحا خرج من داخل القاعدة رتل عسكرية تتكون من سيارات لمدربين من القوات الأمريكية وغيرها في مهمة تدريبية خارج القاعدة، حيث خرج رتل من السيارات بشكل اعتيادي على مرأى معارك وباقي زملائه المذكورين وغيرهم من المشتركين معهم في الوظيفة الرسمية على بوابة القاعدة، وعند حوالي الساعة 11 صباحا ترجل معارك من مكان وظيفته على سيارة الرد السريع باتجاه الباب الرئيسي المتواجد عند مدخل البوابة الرئيسية للقاعدة، وذلك من اجل شحن جهازه اللاسلكي وكان يحمل معه سلاحه الوظيفي بندقية M16 ومخازن العتاد المسلمة له، وأثناء تواجده بداخل الكوخ الموجود عند مدخل الباب الرئيسي للقاعدة وعند اقتراب الساعة من 12 ظهرا عاد الرتل الذي خرج عند الساعة 9 صباحا على دفعتين بحيث دخلت الدفعة الأولى إلى داخل القاعدة بشكل طبيعي كالمعتاد تبعه فيما بعده بعدة دقائق الدفعة الثانية من سيارات الرتل العائد للقوات الأمريكية الصديقة والمكون من سيارة إسعاف تليها سيارات لاند كروزر، ويتواجد بداخل السيارة منها كل من الرقيب لوين ماثيو، والرقيب كيفين ميكينرو، وفي السيارتين اللتان تليها الرقيب مورياتي جيمس اف وزميل اخر لهم وجميعهم من مرتبات القوات الأمريكية، وبدخول الرتل وبعد التثبت منهم تم السماح لهم بالدخول إلى القاعدة بحيث تم فتح المقص الرئيسي، وقد عبرت سيارة الإسعاف بوابة السحب باتجاه القاعدة ولحظة ذلك سمع من قبل مرتبات القاعدة المتواجدين عند مدخل القاعدة صوت طلقات نارية اطلقت بالخطأ من السيارة الثانية مخترقةً سقف المركبة التي كان بداخلها الرقيب لوين ماثيو والرقيب كيفين ميكيينرو، وفي تلك الأثناء كانت سيارة الإسعاف التي تتقدم الرتل قد عبرت البوابة الرئيسية، وفور سماع معارك الذي كان متواجدا بكوخ الخفير بالقرب من مكان مرور سيارات الرتل صوت تلك الطلقات، قام بتركيب مخزن الذخيرة على جسم البندقية المسلمة إليه وأقدم على إطلاق العيارات النارية من البندقية بإتجاه سيارة لاند كروز التي تلي سيارة الإسعاف من سيارات الرتل مباشرة والتي خرجت منها الطلقات النارية وكان بداخلها الرقيب لوين ماثيو والرقيب كيفين ميكيينرو موجها إطلاق النار صوبهما مباشرة، فأطلق الرصاص عبر الشباك الشرقي للكوخ الذي كان متواجدا فيه باتجاه سيارات الرتل التي كانت بمواجهته، حيث أصاب الرقيب ماثيو بعيارين ناريين وكذلك الرقيب كيفين، وفي نفس اللحظات كان الجندي الأردني الذي يحرس البوابة قد إختبأ خلف ساتر ليحمي نفسه من الرصاص، لاعتقاده أن هناك هجوماً على القاعدة، ففقده زملاؤه وظنوا أنه أصيب، في هذه الاثناء كان الرقيب مورياتي جيمس أف قد أطلق النار من سلاحه بإتجاه البوابة وذهب هو وزميله ليختبئا خلف الساتر ورافعي يديهما إشارة للإستسلام، ثم أنطلقا إلى مكان أبعد عن البوابة ليختبئا وراء ساتر آخر، معارك أبوتايه وبعد سماعه هتافات زملائه لإيجاد زميلهما المفقود، توجه نحو مركبات اللاندكروزر باحثاً عنه، في الوقت الذي يختبئ فيه الجندي الأردني خلف ساتر بعيد دون أن يظهر نفسه للعيان، وعند وصول معارك لجهة السواتر التي يختبئ خلفها الجنديان الأمريكيان إشتبك معهم بطبيعة الحال الناتجة عن سوء فهم ما حصل ونتيجة لتبادل النيران بين القوتين، أصيب خلالها الجندي معارك أبوتايه إصابة خطيرة من مسدس الرقيب مورياتي جيمس اف عيار 9 ملم، الذي توجه مباشرة نحو الجندي الأردني المختبئ خلف الساتر لينتزع منه سلاحه، الأحداث بعد هذه اللحظة غير واضحة، فلا يعلم أحد من وكيف قتل الرقيب مورياتي جيمس اف. وفيما بعد، وبالرغم من أوامر التشديد على البوابة عقب حادثة التمرد، ورغم الاوامر العسكرية لقوة الرد السريع بالتجاوب مباشرة مع أي تهديد، أفادت المحكمة ان المتهم خالف بذلك الأوامر والتعليمات العسكرية، وذلك متمثل بعدم تطبيق المتهم لقواعد الاشتباك المعمول بها في القوات المسلحة، والمتمثلة بوجوب قيام الخفراء بالتبليغ عن مكان ونوع الهجوم بعد التحقق من وقوعه واخذ الموقع المناسب والمحمي بالمراقبة، وعدم استخدام النار بشكل مؤثر إلا بعد التحقق من التعرض لإطلاق نار معادي ومصدره على وجه الدقة والتحديد، والتعامل بإنذار افراد النقطة من زملائهم، وفي حالة قيام ركاب السيارة بإطلاق النار يتم الرد عليهم بالمثل بصورة متناسبة ضمن ما يعرف بقاعدة الطلقة بطلقة.

### صدور الحكم[1]
وفي ظهر يوم الإثنين تاريخ 17 يوليو 2017، حكمت المحكمة العسكرية المؤقتة على الرقيب أول معارك سامي أبو تايه بالأشغال الشاقة المؤبدة مدى الحياة، وتنزيل رتبته إلى جندي ثان وطرده من الخدمة العسكرية وتضمينه قيمة الطلقات النارية المستهلكة من قبله وقيمتها 91 دينار، بعدما أدين بجناية القتل القصد مخالف الأوامر العسكرية إثر إطلاقه النار على عسكريين أمريكيين أثناء دخولهم بوابة قاعدة الملك فيصل الجوية في الجفر
وأصدر القاضي العسكري هذا الحكم في الجلسة التي حضرها ذوو المقتولين وممثل عن السفارة الأمريكية، عملًا بالمادّة 327 من قانون العقوبات المشار إليها لا تنص على مصطلح مدى الحياة الذي نطق به القاضي، وهو ما يرى أهل الجندي أنه قرار سياسي.

### ردود الفعل[1]
تصاعدت بعد الحكم ردود الفعل الغاضبة، خاصةً في منطقة الجفر التي ينتمي لها الجندي أبو تايه ابن قبيلة الحويطات، فشهدت عدة مناطق في عمان وجنوب الأردن من قبل شباب الحويطات أعمال عنف وإغلاق شوارع رئيسية وفرعية للمطالبة بإعلان براءة الجندي معارك أبو تايه من التهم المسندة له، قبل أن يجتمع شيوخ الحويطات مساء الثلاثاء تاريخ 18 يوليو 2017 لبحث الخطوات التصعيدية ومطالب القبيلة.
وكانت نبرة الغضب والتصعيد واضحة في كلمات المتحدثين في اجتماع الرجال، الذين حذّروا من المساس بكرامة أبناء القبيلة، ورفعوا شعار «تذكروا طلقات معارك، وتناسوا طلقات عودة أبوتايه»، إشارة لنكران فضل القبيلة وتهميش أبنائها.
وعلى بعد مئات الأمتار من اجتماع رجال الحويطات، اجتمعت العديد من النساء داخل منزل عائلة أبو غازي، وتسابقن في الحديث عن بطولة معارك، الذي قام بواجبه العسكري، لكنّ ما وصفنه بهيمنة الولايات المتحدة الأمريكية على القرار الأردني جعلت منه مجرمًا.
وناشد النائب محمد العمامرة الملك عبدالله الثاني ابن الحسين بإنصاف الجندي معارك أبو تايه لما وقع عليه من ظلم وتزوير لوقائع الحادثة.